# Sudan (regiune)

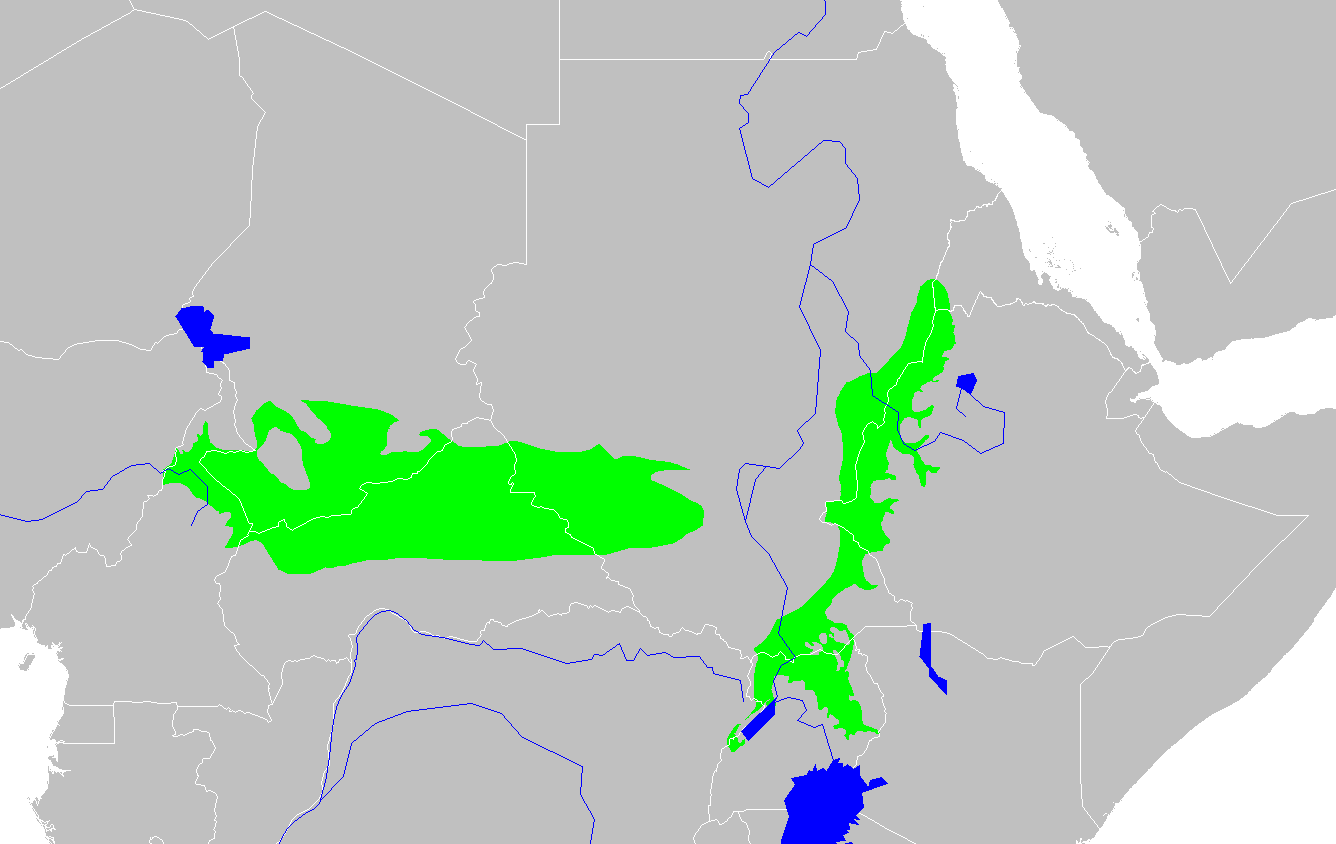
Savana Sudaneză Estică.

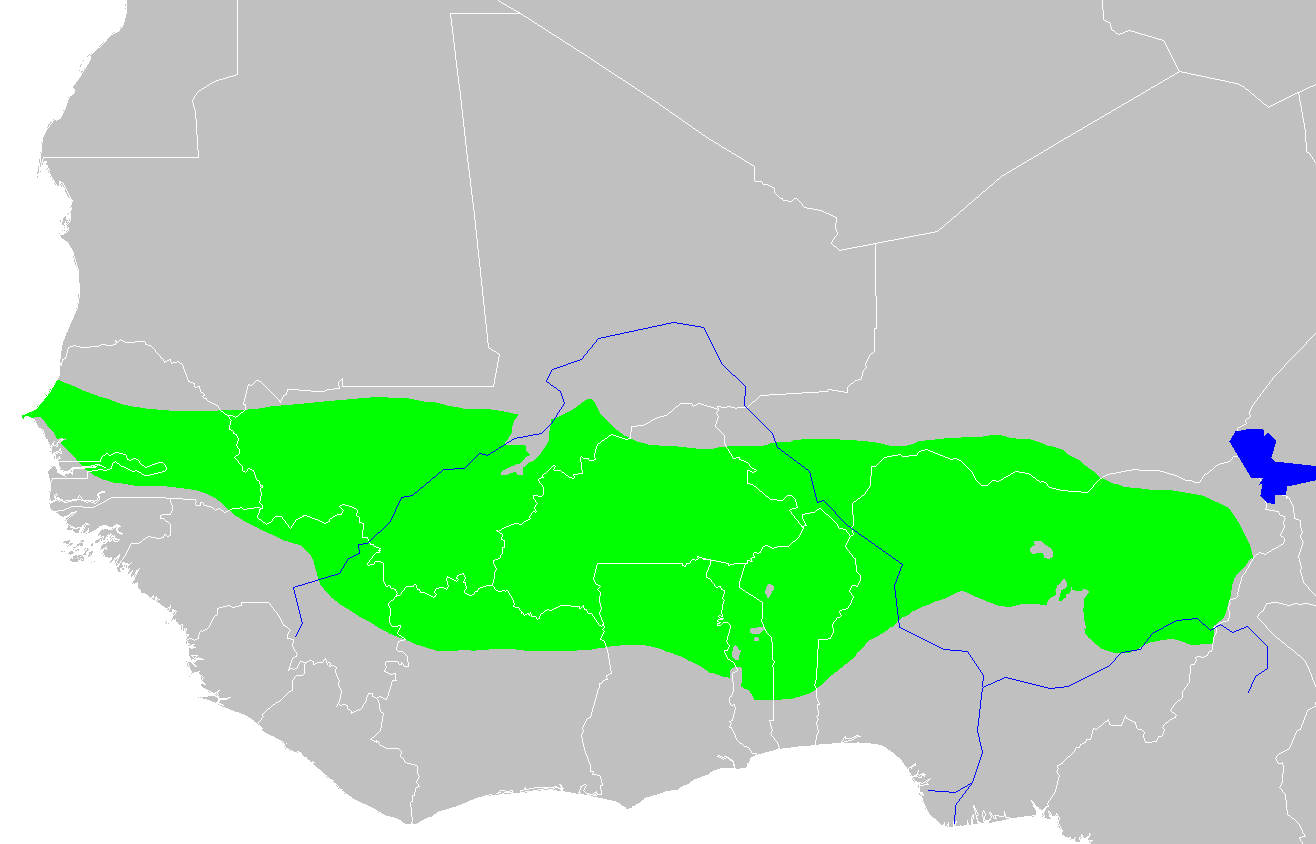
Savana Sudaneză Vestică.

Regiunea Sudan (limba arabă:bilâd as-sûdân, "țara negrilor") este o regiune geografică din Africa. Această regiune se află la sud de deșertul Sahara și cuprinde savanele din acea zonă. Aceasta este împărțită în alte două regiuni: Savana Sudaneză Vestică, în Africa de Vest și Savana Sudaneză Estică, în Africa de Est. Termenul de Sudan se folosește de asemenea și pentru a desemna două țări din Africa de Est: Sudanul și Sudanul de Sud. Acestea nu trebuiesc însă confundate cu regiunea Sudan sau cu diviziunile sale vestică și estică.